# 藕芽胡同
39°56′09″N 116°22′39″E / 39.93587110000001°N 116.3774623°E

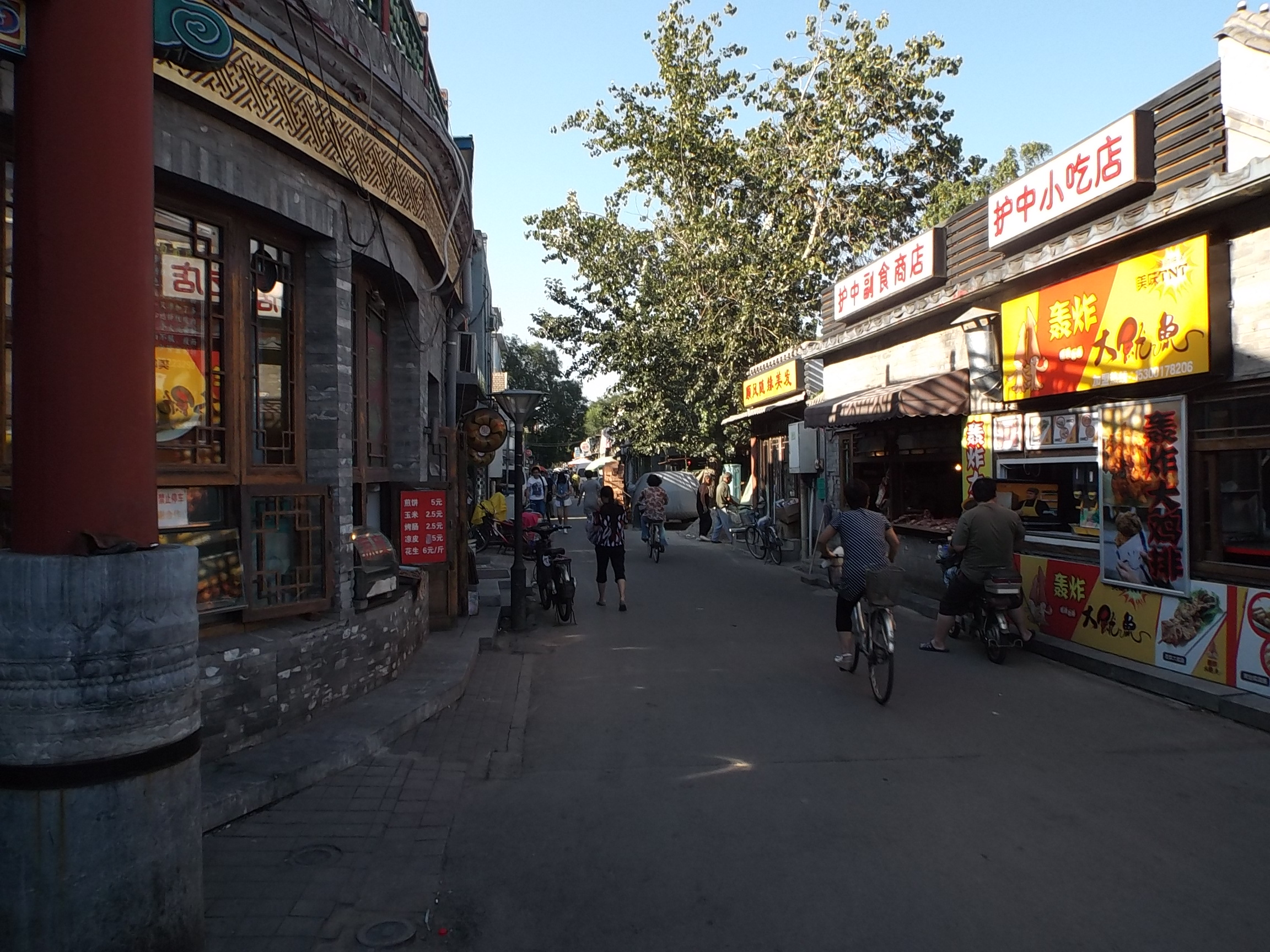
藕芽胡同

藕芽胡同，是位于中国北京市西城区东北部的一条胡同。

## 简介
藕芽胡同西起棉花胡同，中部曲折，向南至护国寺街。该胡同位于护国寺西侧，据说过去护国寺举办庙市时，贩卖鲜藕、豆芽的小贩在此聚集，故名。该名为中华民国时出现。1965年，北京市整顿地名，将该胡同北侧的麻花胡同并入。
藕芽胡同7号的如意门，砖雕非常精美，是北京四合院宅门中的传世精品。